# Лисогірка (Меджибізька селищна громада)
Лисогі́рка — село в Україні, у Меджибізькій селищній територіальній громаді Хмельницького району Хмельницької області. Населення становить 854 осіб.
За адмін.поділом 16 ст. Летичівський повіт 16 ст.
За адмін.поділом 19 ст. Летичівський повіт 19 ст.
За адмін.поділом 20 ст. Летичівський район
Село Лисогірка розташоване в 5-ти км від Меджибожа і 11 км від станції Деражня на горбі, що піднімається серед околичної рівнини, «Лиса гора», від якої отримало назву саме поселення. Ні річки, ні потічка тут немає, є кілька ставків, жителі користуються колодязями. З трьох сторін село оточують ліси. Місцевість характеризується багатою рослинністю і відсутністю боліт. До 30-х років XIX ст. с. Лисогірка являло собою незначне поселення, не більше 10 селянських хат, що приписане було до села Чарторийки і входило у склад Меджибізького ключа князів Чарторийських. За участь у польському повстанні останнього з власників Адама Чарторийського Лисогірка була конфіскована у державну казну Російської імперії і перетворена у військове поселення. Сюди було переселено частину населення з ліквідованого 1831 році с. Чарторийка. У 1841 році селяни наскору збудували дерев'яну цвинтарну церкву в честь святих безсребреників Косьми і Даміана, яка декілька років була і приходською. Потім на державний кошт був закладений цегельний, однокупольний храм разом із дзвіницею і освячений у 1847 році.
Школа грамоти існувала з 1861 року, яка була відкрита Дорофеєм Волинецьким, у 1894 році було побудовано власне приміщення, а в 1896 школа була перетворена в церковно-приходську.
У 1951 році була утворена Требуховецька сільська рада.
У березні 1960 року об'єднується колгоспи Требуховецький і Лисогірський і перейменовується в колгосп ім. Ілліча.
Церква св. Кузьми і Дем'яна. Храм засновано 1847 р.
Парафіяльна церква св. Кузьми і Дем'яна збудована у 1847 р. — цегляна одноверха, разом з дзвіницею. У 1878 р. притвор укріплено контрфорсами. Іконостас 1847 р. — 2-ярусний. Шанована ікона Божої Матері, перенесена із церкви у с. Чарторийка [ПЦ, c. 539—540]. Церква [ГСК, с. 242]. Церква є [КХм].
Церква св. Кузьми і Дем'яна
Храм засновано: 1841 р.
Церква св. Кузьми і Дем'яна на цвинтарі збудована у 1841 р., перебудована у 1880 р. [ПЦ, c. 539—540].

## Галерея

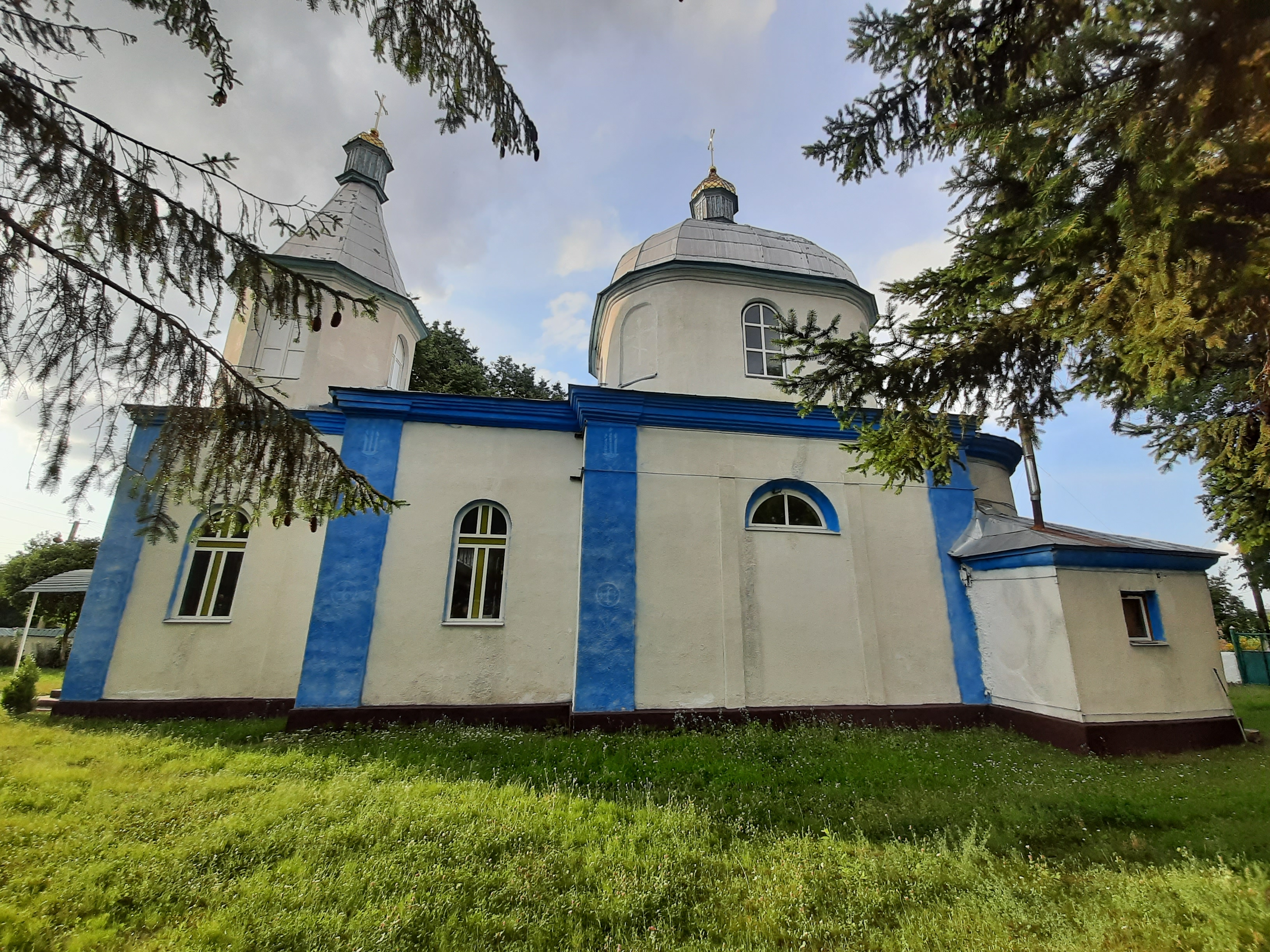
Церква Святих Кузьми і Дем'яна
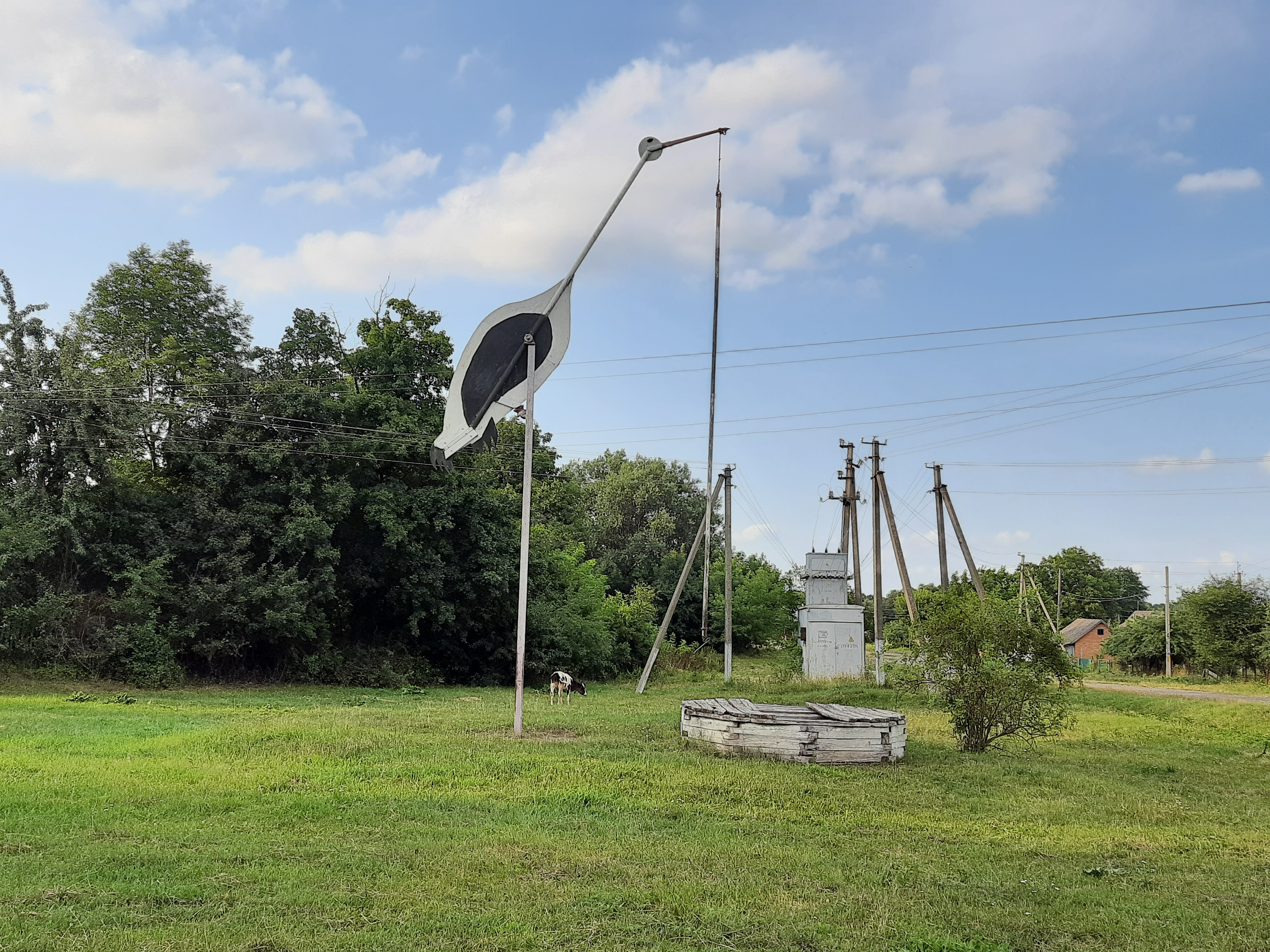
Сільський пейзаж
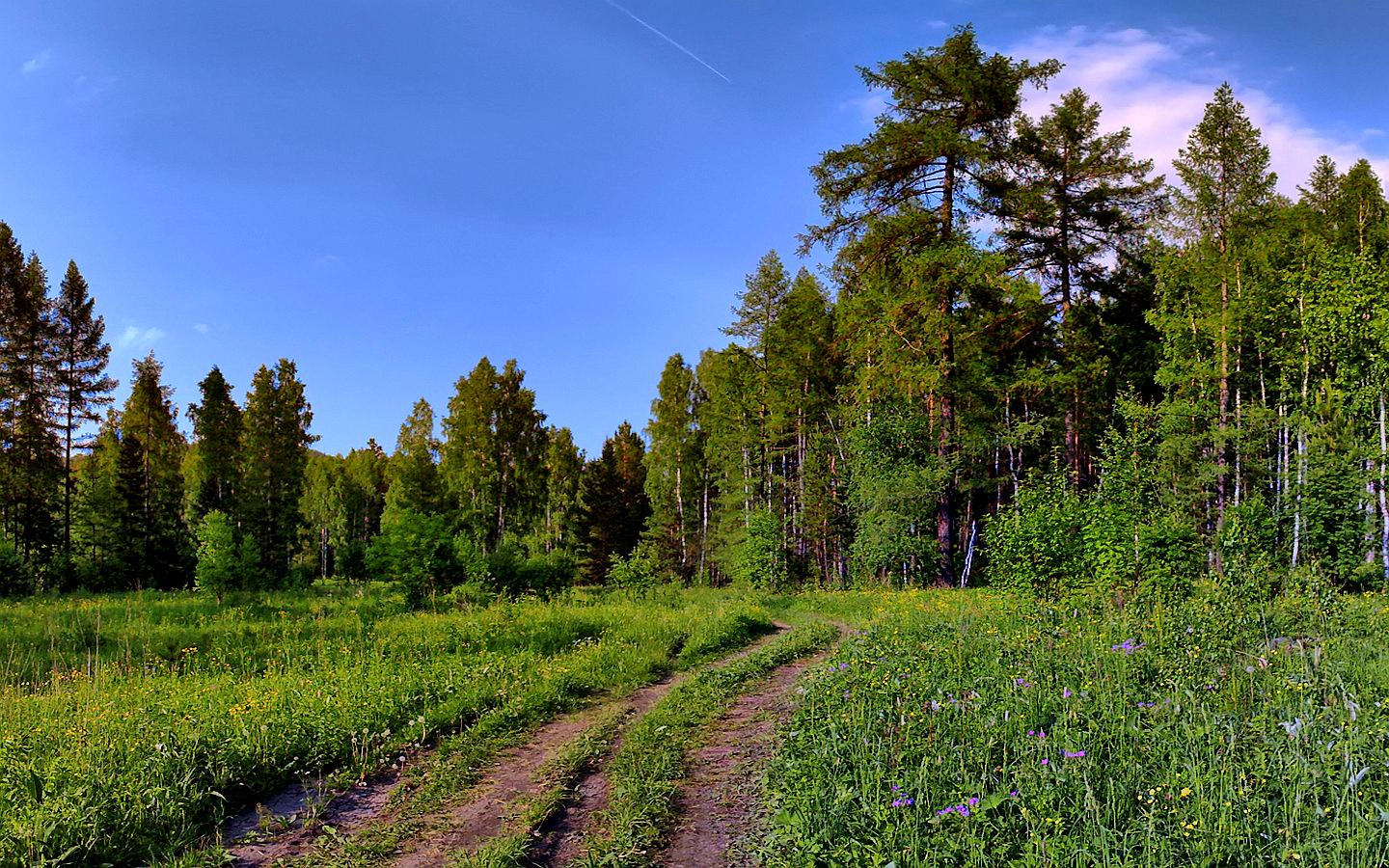
міні